# Jaroslav Švach
Jaroslav Švach (3 gennaio 1973 – 28 maggio 2020) è stato un calciatore ceco, di ruolo difensore.

## Biografia
È morto a 47 anni a causa di un ictus.

## Carriera
Ha legato gran parte della sua carriera al Tescoma Zlín, con cui detiene il record di presenze in 1. liga.